# Sciara pallescens
Sciara pallescens är en tvåvingeart som beskrevs av Enrico Adelelmo Brunetti 1912. Sciara pallescens ingår i släktet Sciara och familjen sorgmyggor.
Artens utbredningsområde är Myanmar. Inga underarter finns listade i Catalogue of Life.